# 台中市公車12路
台中市公車12路行駛自明德高中至豐原高中，由台中客運、豐原客運、全航客運營運。本路線為台中市公車第2條共營路線。在此路開發之前已有許多行駛於崇德路之公車，如58路、65路等路線。唯獨沒有行駛整段崇德路之路線，此路線因此誕生。

## 歷史
- 2013年11月28日：舉辦體驗活動。 [2]
- 2013年11月29日：正式通車，提供免費搭乘一週。[3][4][5][6][7]
- 2013年12月6日：恢復收費。[8]
- 2014年4月25日：增停「豐中大順路口」站。
- 2014年9月1日：豐原端由豐原高中延駛至豐原鎮清宮，途中增停「水源地」，路線名稱不變。[9]
- 2015年5月1日：「聖德禪寺」更名為「崇德青島路口」。 [10]
- 2015年10月1日：臺中客運網站公告「王爺廟」更名為「水源豐原大道口」。[11]
- 2015年11月9日：豐原客運網站公告「王爺廟」更名為「水源豐原大道口」。
- 2015年12月1日：臺中客運營運之12路，臺中火車站（往明德高中方向站位）不停靠臺中客運總站，改停靠原金沙百貨前公車站牌（即豐原客運臺中火車站停靠站點）。[12]
- 2016年2月5日：「干城站」（往臺中火車站方向站位）往臺中火車站方向遷移至「雙十路一段29號」。
- 2016年4月1日：「豐原大道一心路口」更名為「八方國際商城」。[13]
- 2016年8月15日：調整班距，原尖峰時段8~10分鐘一班調整為8~15分鐘一班、離峰及假日時段由10~15分鐘一班調整為15~20分鐘一班。[14]
- 2016年10月29日：配合「臺中鐵路架化第二階段工程」，臺中火車站往豐原高中方向站位遷移至建國路166號（原金沙百貨對面）。[15] [16] [17] [18]
- 2017年1月1日：增停「金石鎮社區」。[19]
- 2017年7月1日：「市立殯儀館」更名為「北區運動中心」。[20]
- 2017年8月20日：「豐原郵局」更名為「臺灣企銀（豐原郵局）」。[21]
- 2018年12月3日：「豐原火車站」更名為「豐原車站」。
- 2019年1月1日：「臺中火車站」(往程)更名為「臺中車站(民族路口)」，「臺中火車站」(返程)更名為「臺中車站(臺灣大道)」。
- 2019年1月11日：「頂街」更名為「頂街（中正路）」。
- 2019年11月30日：配合繞駛臺中車站，進臺中轉運中心月台停靠，並增設「臺中車站」單邊設站（B月台）。[22][23][24]
- 2020年10月19日：豐原端由豐原鎮清宮站縮短至豐原高中，裁撤「水源地(豐原漆藝館)」、「豐原鎮清宮」，路線名稱改為「明德高中-豐原高中」。[25]
- 2020年11月19日：「崇德文心路口」更名為「捷運文心崇德站(崇德路)」。
- 2021年5月31日：「一心市場」更名為「三民錦新街口」。
- 2021年9月3日：原12路部分班次延駛駛至豐原鎮清宮代號為「12路延駛」，途中增停「水源地」，路線名稱不變。
- 2023年8月30日：調整發車時刻。
- 2024年10月15日：「錦村市場」更名為「崇德十八路口」。
- 2024年11月23日：調整發車時刻。

## 路線基本資料
本路線往豐原高中共64站，往明德高中共65站。延駛往豐原鎮清宮共66站，往明德高中共67站。
本路線自明德高中起，沿南區明德街、台中路、中區建國路、雙十路、北區精武路、三民路三段、崇德路一段、北屯區崇德路二、三段、潭子區崇德路四、五段、神岡區承德路、豐原區西勢路、豐原大道一段、中正路、三豐路一段、圓環北路、圓環東路、水源路到豐原高中；延駛班次續行水源路、水源路7巷到豐原鎮清宮。

### 時刻表
- 時刻表僅供參考，請以台中客運、豐原客運、全航客運網站公告為準。時刻表更新時間為2025年2月23日起適用。

| 台中市公車12路時刻列表 | 台中市公車12路時刻列表 |
| --- | --- |
| 明德高中發車 | 豐原高中發車 |
| 平日 05:50、07:40、08:00、08:30、09:30、11:00、11:40、12:10、13:10、13:40、14:00、15:00、15:15、15:45、16:00、16:30、17:10、17:50、18:00、18:50、19:30、20:15、20:40、22:00 假日／寒暑假 06:00、06:30、07:00、07:30、08:00、08:30、09:30、10:00、10:30、11:00、12:00、13:00、13:15、14:00、14:30、15:00、16:15、16:40、17:00、17:15、17:45、18:15、18:25、19:45、20:30、21:00、21:30、22:00 | 平日 06:00、07:20、07:50、09:10、10:00、10:30、11:30、12:30、13:30、14:40、15:00、15:20、15:45、16:10、17:15、18:00、18:30、19:00、19:30、20:15、21:00、22:00 假日／寒暑假 06:00、06:30、07:00、07:30、08:00、08:30、09:00、09:30、10:00、11:20、12:00、12:30、13:00、14:40、15:00、15:10、15:30、16:00、16:30、16:45、18:00、18:25、18:45、19:45、20:00、20:30、21:30、22:00 |
| 台中市公車12延路時刻列表 | |
| 明德高中發車 | 豐原鎮清宮發車 |
| 平日 06:45、09:00、10:30、12:40、14:30、18:15 假日／寒暑假 09:00、11:30、12:30、15:30、16:00 | 平日 08:30、10:50、12:00、13:00、14:15、16:30 假日／寒暑假 10:40、13:30、14:00、14:20、17:30 |

### 收費
- 一般市區公車（1～999、綠1～綠4）：依里程計費，收費費率為［2.431×搭乘里程數×（1+5%營業稅）］元。
  - 於基本里程8公里內票價為全票20元、半票11元。
  - 兒童、老人、身心障礙者及其陪伴者依規定半票收費，半票收費費率為原收費費率的一半。
  - 市民限定交通卡：前10公里免費，超過10公里部分票價比照收費費率，且上限為10元。
- 小黃公車（黃1～黃25）：免費。
- 幸福公車（梨山1）：票價比照臺中市計程車收費費率，持電子票證刷卡全程免費。
- 市民小巴（市民小巴1～市民小巴4）：票價比照一般市區公車收費費率，持電子票證刷卡全程免費。

### 停站
- 參見右側站牌路線圖，綠色路段表示行駛優化公車專用道。

## 圖片集

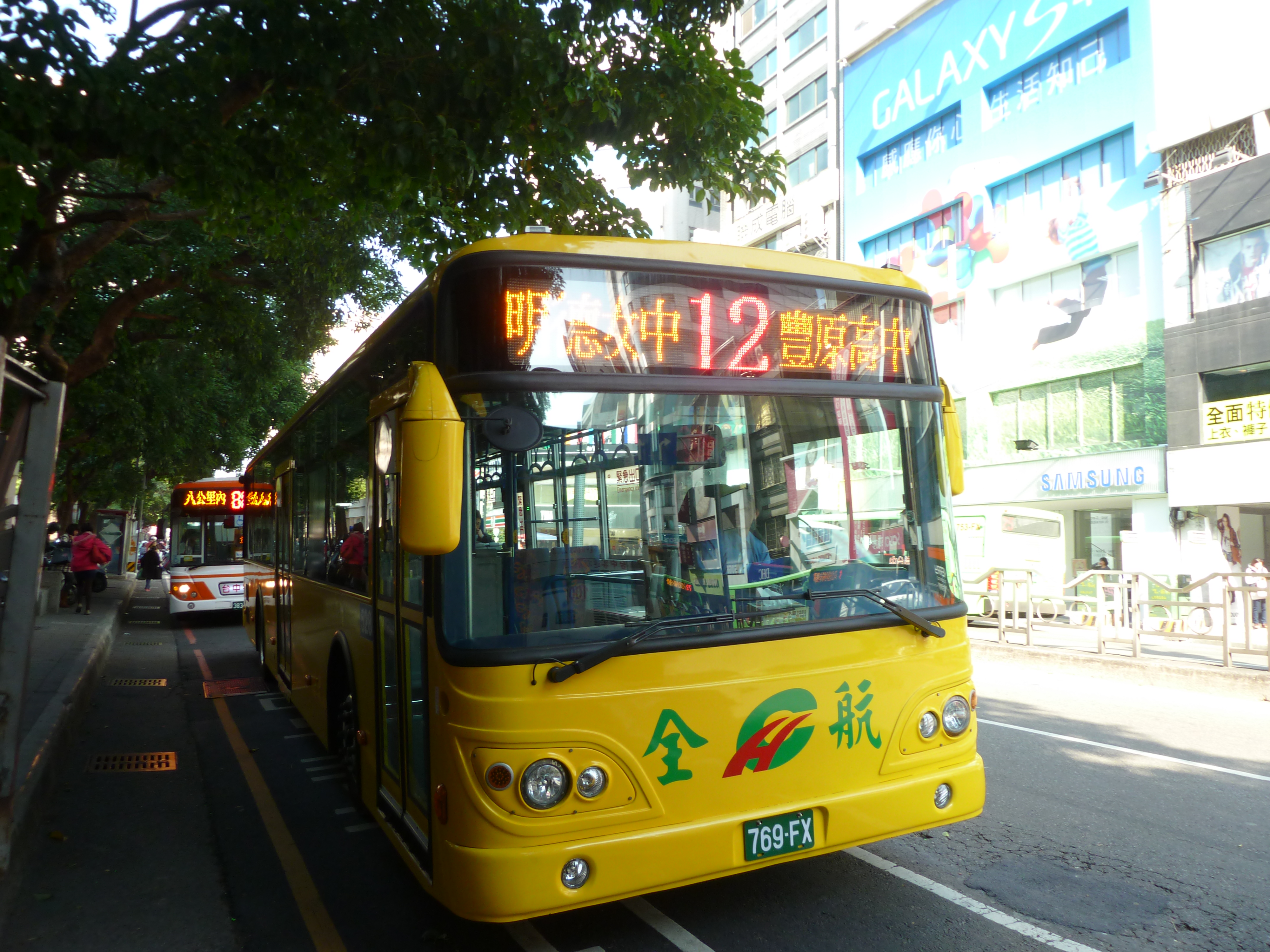
全航客運所使用的大宇低地板公車
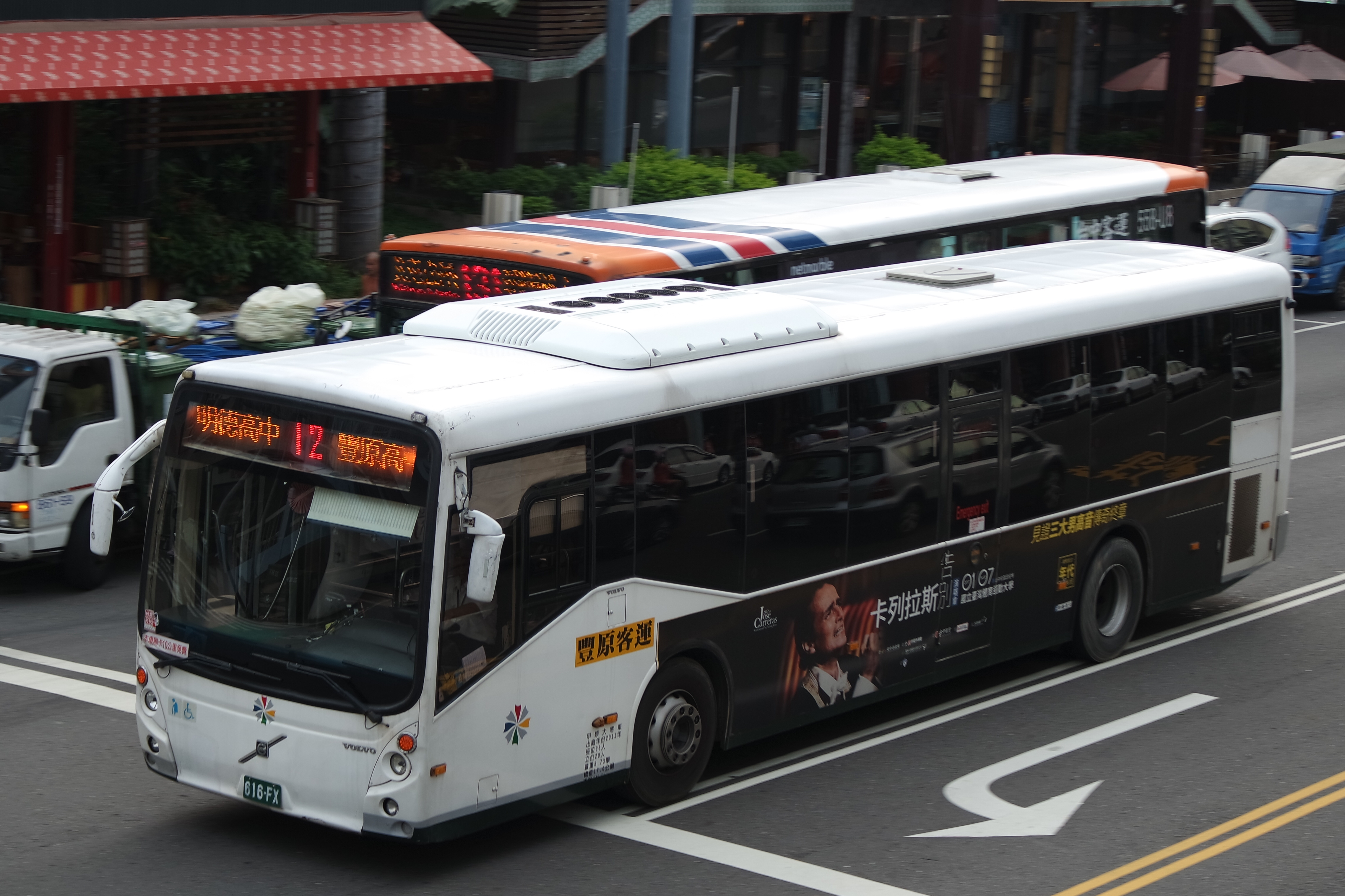
豐原客運所使用的Volvo低地板公車
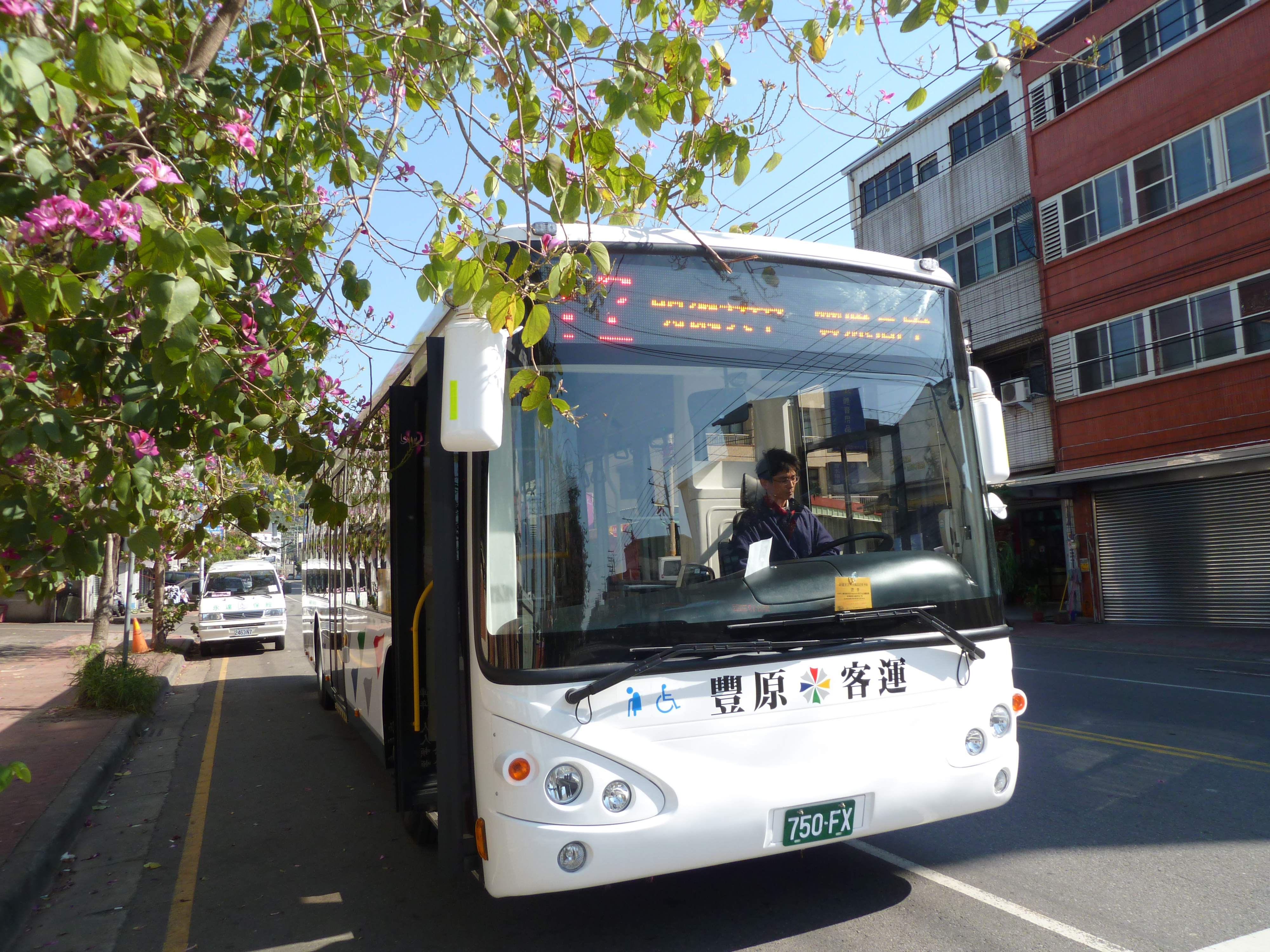
豐原客運所使用的申沃低地板公車